# Municipio de Munster (Dakota del Norte)
El municipio de Munster (en inglés: Munster Township) es un municipio ubicado en el condado de Eddy en el estado estadounidense de Dakota del Norte. En el año 2010 tenía una población de 56 habitantes y una densidad poblacional de 0,6 personas por km².

## Geografía
El municipio de Munster se encuentra ubicado en las coordenadas 47°42′42″N 99°13′17″O / 47.71167, -99.22139. Según la Oficina del Censo de los Estados Unidos, el municipio tiene una superficie total de 93.43 km², de la cual 93 km² corresponden a tierra firme y (0,46 %) 0,43 km² es agua.

## Demografía
Según el censo de 2010, había 56 personas residiendo en el municipio de Munster. La densidad de población era de 0,6 hab./km². De los 56 habitantes, el municipio de Munster estaba compuesto por el 100 % blancos. Del total de la población el 0 % eran hispanos o latinos de cualquier raza.